# Vem!
Vem! je slovenski TV-kviz, ki je na sporedu od leta 2015 dalje na TV Slovenija 1. Na sporedu je od ponedeljka do petka ob 18.20, voditelja pa sta Aljoša Ternovšek in Anže Zevnik.

## Zgodovina
Prvo oddajo kviza so predvajali v ponedeljek, 26. januarja 2015 ob 18.25. 
Oktobra 2015 se je ekipi pridružil tretji voditelj, športni novinar Saša Jerković. Oddajo je vodil do leta 2017, ko je prevzel vodenje kviza Kdo bi vedel.
V ponedeljek, 19. marca 2018, so predvajali 500. oddajo kviza.
V torek, 23. novembra 2021, pa so predvajali že 1000. oddajo po vrsti.
V vseh letih predvajanja kviza Vem! se je zvrstilo tudi mnogo dobrodelnih oddaj, v katerih so sodelovali znani Slovenci, priigran denar pa so dobile humanitarne ali druge organizacije. RTV Slovenija vsako leto decembra organizira dobrodelni teden v sodelovanju z Zvezo prijateljev mladine, zbrana sredstva so namenjena ljudem v stiski. Prav tako sodeluje v projektu Pomežik soncu za brezplačne poletne počitnice otrok.

## Sezone
| Sezona | Sezona | Epizode | Začetek sezone     | Konec sezone      |
| ------ | ------ | ------- | ------------------ | ----------------- |
|        | 1      | 90      | 26. januar 2015    | 29. maj 2015      |
|        | 2      | 90      | 31. avgust 2015    | 1. januar 2016    |
|        | 3      | 64      | 4. januar 2016     | 31. marec 2016    |
|        | 4      | 60      | 10. oktober 2016   | 30. december 2016 |
|        | 5      | 85      | 2. januar 2017     | 28. april 2017    |
|        | 6      | 54      | 25. september 2017 | 28. december 2017 |
|        | 7      | 85      | 1. januar 2018     | 27. april 2018    |
|        | 8      | 76      | 17. september 2018 | 31. december 2018 |
|        | 9      | 73      | 4. februar 2019    | 17. maj 2019      |
|        | 10     | 66      | 9. september 2019  | 31. december 2019 |
|        | 11     | 45      | 3. februar 2020    | 7. april 2020     |
|        | 12     | 90      | 31. avgust 2020    | 1. januar 2021    |
|        | 13     | 65      | 1. februar 2021    | 30. april 2021    |
|        | 14     | 85      | 6. september 2021  | 31. december 2021 |
|        | 15     | 60      | 21. februar 2022   | 13. maj 2022      |
|        | 16     | 90      | 29. avgust 2022    | 30. december 2022 |
|        | 17     | 60      | 6. marec 2023      | 26. maj 2023      |
|        | 18     | 84      | 4. september 2023  | 29. december 2023 |
|        | 19     | 50      | 4. marec 2024      | 13. maj 2024      |
|        | 20     | 76      | 16. september 2024 | 31. december 2024 |
|        | 21     | 5       | 24. februar 2025   | 23. maj 2025      |

Št. oddaj do vključno 28.2.2025.